# Gambelia juncea
Gambelia juncea là một loài thực vật có hoa trong họ Mã đề. Loài này được (Benth.) D.A.Sutton mô tả khoa học đầu tiên năm 1988.